# Dispositivo de caracteres
Un dispositivo de caracteres, en informática es un componente del ordenador que se comunica con la unidad central de proceso por medio de bytes individuales.
Ejemplos de dispositivos de caracteres son impresoras y teclados, que permiten el manejo de un solo byte a la vez.